# Font de Cal Porta
La Font de Cal Porta és una font pública al municipi de Torà, a la comarca del Solsonès, inclosa a l'Inventari del Patrimoni Arquitectònic de Catalunya.

## Descripció
Zona de descans i lleure a 1,2 km de Torà, al peu de la carretera LV-3005 a Solsona.
En aquest espai amb arbres, una tauleta de pedra i uns bancs correguts, trobem un frontal de carreus de pedra irregulars, emmarcats amb un arrebossat que simula filades de carreus ben escairats. Tot aquest frontal està blanquejat per ressaltar amb unes lletres negres el nom de la font, "FONT DE CAL PORTA".
En un d'aquests bancs correguts hi podem llegir la data "1968".